# Фиджи на Паралимпийских играх
Фиджи на Паралимпийских играх впервые приняли участие в 1964 году на летних Играх в Токио, и с тех пор принимает участие на всех летних Играх (не участвовали на Играх 1968, 1972, 1980—1992 годов). На зимних Играх делегация Фиджи не участвовала ни разу.
На настоящее время спортсмены Фиджи завоевали на всех Играх в сумме 1 медаль, из них 1 золотую.

## Медальный зачёт

### Медали летних Паралимпийских игр
| Игры                | Золото         | Серебро        | Бронза         | Всего          | Место          |
| ------------------- | -------------- | -------------- | -------------- | -------------- | -------------- |
| 1964 Токио          | 0              | 0              | 0              | 0              | —              |
| 1968, 1972          | не участвовали | не участвовали | не участвовали | не участвовали | не участвовали |
| 1976 Торонто        | 0              | 0              | 0              | 0              | —              |
| 1980—1992           | не участвовали | не участвовали | не участвовали | не участвовали | не участвовали |
| 1996 Атланта        | 0              | 0              | 0              | 0              | —              |
| 2000 Сидней         | 0              | 0              | 0              | 0              | —              |
| 2004 Афины          | 0              | 0              | 0              | 0              | —              |
| 2008 Пекин          | 0              | 0              | 0              | 0              | —              |
| 2012 Лондон         | 1              | 0              | 0              | 1              | 52             |
| 2016 Рио-де-Жанейро | 0              | 0              | 0              | 0              | —              |
| 2020 Токио          | 0              | 0              | 0              | 0              | —              |
| Итого               | 1              | 0              | 0              | 1              |                |